# Frédéric de Wurtemberg (1961-2018)
Pour les articles homonymes, voir Frédéric de Wurtemberg.
Titre
Duc héréditaire de Wurtemberg
15 avril 1975 – 9 mai 2018
(43 ans et 24 jours)
Frédéric de Wurtemberg, duc héréditaire de Wurtemberg, est un entrepreneur allemand, né le 1er juin 1961 à Friedrichshafen (arrondissement du Lac de Constance, Bade-Wurtemberg, Allemagne de l'Ouest) et mort accidentellement le 9 mai 2018 à Ebenweiler (arrondissement de Ravensbourg, Bade-Wurtemberg, Allemagne).

## Biographie

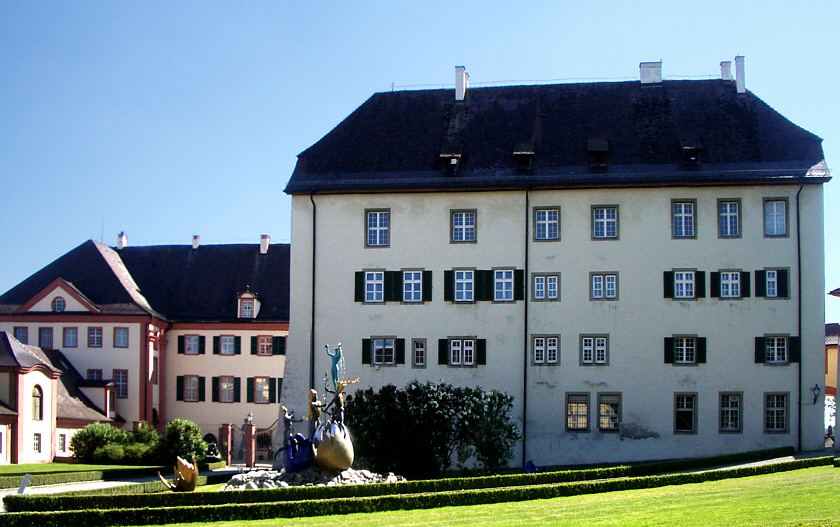
Le vieux et le nouveau château d'Altshausen en 2005.

### Origines familiales
Frédéric de Wurtemberg, né au château de Friedrichshafen, le 1er juin 1961 est le fils aîné et le premier des six enfants de Charles de Wurtemberg et de Diane d'Orléans,. Il est baptisé au château de Friedrichshafen le 7 juin suivant. Son parrain est son grand-père maternel, le prince Henri d'Orléans, comte de Paris (1908-1999), et sa marraine sa grand-mère paternelle, la duchesse Rosa de Wurtemberg (1906-1983). 
Après sa naissance, cinq frères et sœurs viennent agrandir la fratrie : Mathilde (1962), Eberhard (1963), Philipp (1964), Michael (1965) et Eléonore Fleur (1977).
En 1975, sa famille s'installe au château d'Altshausen. Frédéric de Wurtemberg, désormais prince héritier de Wurtemberg, est ensuite formé en tant qu'officier dans la Bundeswehr. Il acquiert le grade de colonel de la réserve.

### Entrepreneur
À partir de 1992, Frédéric de Wurtemberg travaille pour l'entreprise familiale Hofkammer des Hauses Württemberg ou « chambre curiale de la maison de Wurtemberg ». En 1997, il en devient chef du conseil d'administration. La chambre curiale de la maison de Wurtemberg gère environ 5500 hectares de forêt, 2000 hectares de prairies et de champs et 700 propriétés en Allemagne et à l’étranger, des forêts au Canada, en Autriche et en Espagne, ainsi que des investissements dans des entreprises. 
Frédéric de Wurtemberg est membre de l'université de Hohenheim, de l'université Eberhard Karl de Tübingen et président du conseil d'administration de l'université Zeppelin. Il est le patron de la fondation Dianino pour le diabète des enfants malades et vice-président du conseil d'Olgäle Fondation à Stuttgart, participant de la société Oberschwaben d'histoire et de la culture, membre du conseil d'administration de l'Académie de la parole parlée à Stuttgart et membre du conseil d'administration de l'association nationale Baden-Württemberg, la Commission des sépultures de guerre allemande,.

### Mariage et enfants
Frédéric de Wurtemberg épouse, le 11 novembre 1993 civilement dans le salon rouge du château d'Altshausen, et le 13 novembre suivant, religieusement, en la chapelle du château d'Altshausen,  la princesse  Marie de Wied (Marie Prinzessin zu Wied), née le 27 décembre 1973 à Munich, fille du prince Ulrich de Wied (1931-2010) et d'Ilke Fischer (1936-2020) (mariés [en 1968] et non dynastes dans la Maison de Wied) et descendante du dernier roi de Wurtemberg. 
Frédéric de Wurtemberg et Marie de Wied ont un fils et deux filles :
- Wilhelm, duc héritier de Wurtemberg (Ravensbourg, 13 août 1994) ;
- Marie-Amélie Diane Katherine Beatrix Philippa Sophie Herzogin von Württemberg (Ravensbourg, 11 mars 1996), fiancée le 8 septembre 2022, avec le baron Franz-Ferdinand von Feilitzsch (Tegernsee, 21 novembre 1997), troisième enfant et fils unique de Louis-Ferdinand Lazarus baron von Feilitzsch (1967) et de Johanna Sofie Strabolakos (1965)[10]. Leur mariage civil a lieu à Friedrichshaffen le 20 mai 2023, tandis que la cérémonie religieuse se déroule à Altshausen le 2 septembre suivant[11],[12] ;
- Sophie Dorothée Martina Johanna Henriette Charitas Maria Herzogin von Württemberg (Ravensbourg, 19 août 1997).

### Mort et obsèques
Le 9 mai 2018, le duc Frédéric de Wurtemberg meurt, à l'âge de 56 ans, dans un accident de voiture entre Ebenweiler et Fronhofen dans l'arrondissement de Ravensbourg (Land de Bade-Wurtemberg). Alors qu'il tentait de doubler un tracteur avec remorque dans un virage avec sa voiture de sport, une Porsche « old timer », il est entré en collision frontale avec un véhicule venant en sens inverse et est mort des suites de ses blessures sur les lieux de l'accident. Les trois occupants du véhicule venant en sens inverse ont été transportés, légèrement blessés, à l'hôpital. 
Ses obsèques de déroulent le 25 mai suivant, en l’église Saint-Michel du château d’Altshausen, en présence notamment du roi des Belges Philippe, de la reine Mathilde, de l'archiduc Charles de Habsbourg-Lorraine, du margrave Maximilien de Bade, du duc François de Bavière, et d'hommes politiques comme Thomas Strobl, ministre de l'intérieur du Land de Bade-Wurtemberg. La cérémonie religieuse présidée par Gebhard Fürst, évêque catholique du diocèse de Rottenburg-Stuttgart, est suivie de l'inhumation dans l'intimité au sein de la crypte familiale.

## Honneurs
- Grand-croix de l'ordre de la Couronne de Wurtemberg.
- Chevalier Bailli grand-croix de justice de l'ordre sacré et militaire constantinien de Saint-Georges (Maison de Bourbon-Siciles)[1] ;
- 1333e Chevalier de l'ordre de la Toison d'or (Maison de Habsbourg, 2001).

## Ascendance
|  |                                           |  |  |  |  |  |  |  |  |  |  |  |  |
|  | 8. Albert de Wurtemberg                   |  |  |  |  |  |  |  |  |  |  |  |  |
|  |                                           |  |  |  |  |  |  |  |  |  |  |  |  |
|  |                                           |  |  |  |  |  |  |  |  |  |  |  |  |
|  | 4. Philippe Albert de Wurtemberg          |  |  |  |  |  |  |  |  |  |  |  |  |
|  |                                           |  |  |  |  |  |  |  |  |  |  |  |  |
|  |                                           |  |  |  |  |  |  |  |  |  |  |  |  |
|  | 9. Marguerite de Habsbourg-Lorraine       |  |  |  |  |  |  |  |  |  |  |  |  |
|  |                                           |  |  |  |  |  |  |  |  |  |  |  |  |
|  |                                           |  |  |  |  |  |  |  |  |  |  |  |  |
|  | 2. Charles de Wurtemberg                  |  |  |  |  |  |  |  |  |  |  |  |  |
|  |                                           |  |  |  |  |  |  |  |  |  |  |  |  |
|  |                                           |  |  |  |  |  |  |  |  |  |  |  |  |
|  | 10. Pierre-Ferdinand de Habsbourg-Toscane |  |  |  |  |  |  |  |  |  |  |  |  |
|  |                                           |  |  |  |  |  |  |  |  |  |  |  |  |
|  |                                           |  |  |  |  |  |  |  |  |  |  |  |  |
|  | 5. Rose-Marie de Habsbourg-Toscane        |  |  |  |  |  |  |  |  |  |  |  |  |
|  |                                           |  |  |  |  |  |  |  |  |  |  |  |  |
|  |                                           |  |  |  |  |  |  |  |  |  |  |  |  |
|  | 11. Marie-Christine de Bourbon-Siciles    |  |  |  |  |  |  |  |  |  |  |  |  |
|  |                                           |  |  |  |  |  |  |  |  |  |  |  |  |
|  |                                           |  |  |  |  |  |  |  |  |  |  |  |  |
|  | 1. Frédéric de Wurtemberg                 |  |  |  |  |  |  |  |  |  |  |  |  |
|  |                                           |  |  |  |  |  |  |  |  |  |  |  |  |
|  |                                           |  |  |  |  |  |  |  |  |  |  |  |  |
|  | 12. Jean d'Orléans                        |  |  |  |  |  |  |  |  |  |  |  |  |
|  |                                           |  |  |  |  |  |  |  |  |  |  |  |  |
|  |                                           |  |  |  |  |  |  |  |  |  |  |  |  |
|  | 6. Henri d'Orléans                        |  |  |  |  |  |  |  |  |  |  |  |  |
|  |                                           |  |  |  |  |  |  |  |  |  |  |  |  |
|  |                                           |  |  |  |  |  |  |  |  |  |  |  |  |
|  | 13. Isabelle d'Orléans                    |  |  |  |  |  |  |  |  |  |  |  |  |
|  |                                           |  |  |  |  |  |  |  |  |  |  |  |  |
|  |                                           |  |  |  |  |  |  |  |  |  |  |  |  |
|  | 3. Diane d'Orléans                        |  |  |  |  |  |  |  |  |  |  |  |  |
|  |                                           |  |  |  |  |  |  |  |  |  |  |  |  |
|  |                                           |  |  |  |  |  |  |  |  |  |  |  |  |
|  | 14. Pierre d'Orléans-Bragance             |  |  |  |  |  |  |  |  |  |  |  |  |
|  |                                           |  |  |  |  |  |  |  |  |  |  |  |  |
|  |                                           |  |  |  |  |  |  |  |  |  |  |  |  |
|  | 7. Isabelle d'Orléans-Bragance            |  |  |  |  |  |  |  |  |  |  |  |  |
|  |                                           |  |  |  |  |  |  |  |  |  |  |  |  |
|  |                                           |  |  |  |  |  |  |  |  |  |  |  |  |
|  | 15. Élisabeth Dobrzensky de Dobrzenicz    |  |  |  |  |  |  |  |  |  |  |  |  |
|  |                                           |  |  |  |  |  |  |  |  |  |  |  |  |
|  |                                           |  |  |  |  |  |  |  |  |  |  |  |  |